# کتی جمیسون
کتی جمیسون (به انگلیسی: Cathy Jamison) (زادهٔ ۲۶ مارس ۱۹۵۰) شناگر اهل ایالات متحده آمریکا است.